# Ezequiel Fernandes
Ezequiel Fernandes dos Santos (sinh ngày 8 tháng 4 năm 1996), hay Ezequiel, là một cầu thủ bóng đá hiện tại thi đấu cho Đội tuyển bóng đá quốc gia Đông Timor.

## Sự nghiệp quốc tế
Ezequiel có màn ra mắt quốc tế trước Đội tuyển bóng đá quốc gia Brunei ở Vòng loại AFF Suzuki Cup 2014 vào ngày 12 tháng 10 năm 2014.